# Chiesa di San Giovanni Nepomuceno sulla Roccia
La chiesa di San Giovanni Nepomuceno sulla Roccia (in ceco Kostel svatého Jana Nepomuckého na Skalce) è un luogo di culto cattolico di Praga, uno dei capolavori del Rococò.

## Storia e descrizione

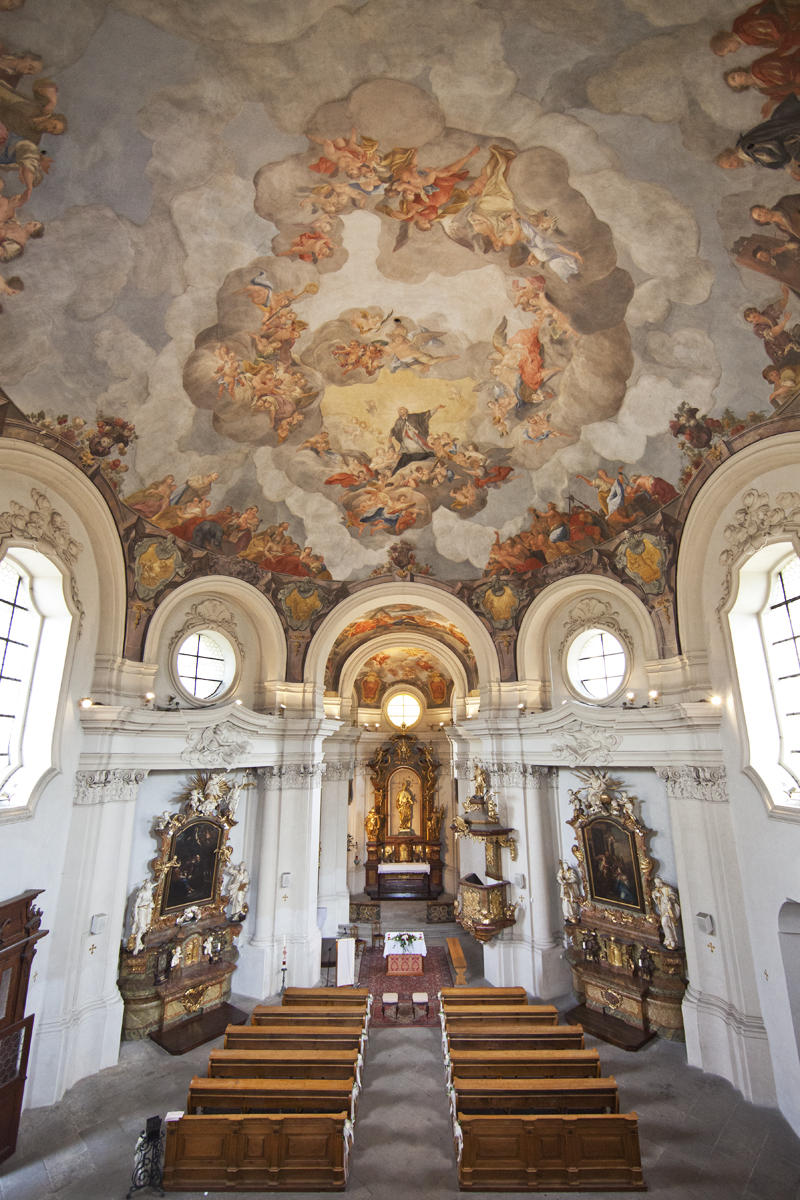
L'interno.

La chiesa sorse intorno agli anni trenta del XVIII secolo su progetto dell'architetto Kilian Ignaz Dientzenhofer.
Importante esempio di architettura tardobarocca-rococò, presenta una pianta centrale, con due torri gemelle poste agli angoli della facciata, lievemente ruotate rispetto all'asse longitudinale del tempio.